# Ključ (Una-Sana)
Ključ es un municipio y localidad de Bosnia y Herzegovina. Se encuentra en el cantón de Una-Sana, dentro del territorio de la Federación de Bosnia y Herzegovina. La capital del municipio de Ključ es la localidad homónima. El nombre de la ciudad significa ''llave'' en Bosniaco.

## Localidades
El municipio de Ključ se encuentra subdividido en las siguientes localidades:
- Biljani Donji.
- Biljani Gornji.
- Budelj Gornji.
- Busije.
- Crkveno.
- Crljeni.
- Čađavica.
- Donja Previja.
- Donja Slatina.
- Donje Ratkovo.
- Donje Sokolovo.
- Donji Ramići.
- Donji Ribnik.
- Donji Vojići.
- Donji Vrbljani.
- Dragoraj.
- Dubočani.
- Gornja Previja.
- Gornja Slatina.
- Gornje Ratkovo.
- Gornje Sokolovo.
- Gornji Ramići.
- Gornji Ribnik.
- Gornji Vojići.
- Gornji Vrbljani.
- Hadžići, Hasići.
- Hripavci.
- Humići.
- Jarice.
- Kamičak.
- Ključ.
- Kopjenica.
- Korjenovo.
- Krasulje.
- Lanište.
- Ljubine.
- Međeđe Brdo.
- Mijačica.
- Peći.
- Pištanica.
- Plamenice.
- Prhovo.
- Prisjeka Donja.
- Prisjeka Gornja.
- Rastoka.
- Rudenice.
- Sanica.
- Sanica Donja.
- Sanica Gornja.
- Sitnica.
- Sredice.
- Stražice.
- Treskavac.
- Velagići.
- Velečevo.
- Velijašnica.
- Velije.
- Zableće.
- Zavolje.
- Zgon.

## Demografía
En el año 2009 la población del municipio de Ključ era de 19 687 habitantes. La superficie del municipio es de 358 kilómetros cuadrados, con lo que la densidad de población era de 55 habitantes por kilómetro cuadrado.